# Erich Czerwonski
Erich Czerwonski (né le 3 octobre 1889 à Berlin, mort en août ou septembre 1940 dans la même ville) est un chef décorateur allemand.

## Biographie
Czerwonski étudie l'architecture avant de se lancer dans une carrière en tant que scénographe, illustrateur et peintre de scène. Il arrive au cinéma après la Première Guerre mondiale comme assistant de Hermann Warm chez Decla-Bioscop, notamment dans les films de Friedrich Wilhelm Murnau.
Il conçoit les décors pour les premiers films parlants allemands, produits par Tobis. Dans les années 1930, il conçoit les décors de 80 productions cinématographiques.
Très myope, il meurt une nuit pendant la panne d'électricité en temps de guerre sous les roues d'un train.

## Filmographie
- 1921 : Die schwarze Pantherin
- 1922 : Bardame
- 1922 : Le Fantôme
- 1923 : Ein Glas Wasser
- 1923 : Die Prinzessin Suwarin
- 1923 : L'Expulsion
- 1923 : Les Finances du grand-duc
- 1924 : Mein Leopold (de)
- 1925 : La Petite téléphoniste
- 1925 : Der Herr ohne Wohnung
- 1926 : Le Violoniste de Florence
- 1926 : Die Boxerbraut
- 1927 : Grand Hotel...!
- 1927 : Une femme dans l'armoire
- 1927 : Le Grand Saut
- 1928 : Panik
- 1928 : La Dame au masque
- 1928 : Skandal in Baden-Baden
- 1928 : Paganini in Venedig
- 1928 : Ein Tag Film
- 1929 : Delikatessen
- 1929 : La Bague impériale
- 1930 : Terra Melophon Magazin Nr. 1
- 1931 : Chauffeur Antoinette
- 1931 : Les Treize Malles de monsieur O. F.
- 1932 : Fünf von der Jazzband
- 1932 : Trenck
- 1932 : Der große Bluff
- 1933 : Zwei im Sonnenschein
- 1933 : Es gibt nur eine Liebe
- 1933 : Rivalen der Luft
- 1933 : So ein Flegel
- 1934 : Fräulein Frau
- 1934 : Da stimmt was nicht (de)
- 1934 : Ein Walzer für Dich
- 1934 : Fräulein Liselott
- 1934 : Le Cœur est maître (Herz ist Trumpf)
- 1935 : Valses sur la Neva
- 1935 : Lärm um Weidemann
- 1935 : Leichte Kavallerie
- 1935 : Herbstmanöver
- 1936 : Spiel an Bord
- 1937 : Gordian, der Tyrann
- 1937 : Mädchen für alles
- 1937 : Der Lachdoktor
- 1937 : Tango Notturno
- 1937 : Schüsse in Kabine 7
- 1938 : Pieux mensonge
- 1938 : Geheimzeichen LB 17
- 1938 : Schatten über St. Pauli
- 1938 : Fracht von Baltimore
- 1939 : Aufruhr in Damaskus
- 1939 : Hochzeit mit Hindernissen
- 1939 : Kennwort Machin
- 1939 : Les Feux de la Saint-Jean
- 1939 : La Jeune fille au lilas
- 1940 : Meine Tochter tut das nicht
- 1940 : Herz ohne Heimat
- 1940 : Erreur douloureuse